# Бланд
Вижте пояснителната страница за други значения на Бланд.
Окръг Бланд (на английски: Bland County) е окръг в щата Вирджиния, Съединени американски щати. Площта му е 930 km², а населението - 6871 души (2000). Административен център е град Бланд.